# Ельдякская волость
Ельдякская во́лость — волость в Бирском уезде Уфимской губернии. Волостной центр — село Ельдяк.
Ныне территория волости в составе города Дюртюли, Бирского, Бураевского и Дюртюлинского районов Республики Башкортостан Российской Федерации.

## География
Местность ровная, безлесная. В пределах волости протекает р. Белая. Близь с. Ельдяка — озеро Кази-Куль (современное написание Казыкуль), длиною 7 верст.

## Состав
По справочнику 1906 года волость состояла из 18 селений, на 1913 год — .
- Александровский (починок, ныне Александровка)
- Байгильдина (деревня, ныне Байгильды)
- Баргаты (ныне Баргата)
- Вечтомовка (Вештомова; Вештомов Починок; ныне не существует)[1]
- Дюртюли (Дюртюлли)
- Ельдяк — волостной центр
- Ижбулатова (Ишбулатова, Ишбулатово; ныне не существует)[2]
- Казанцево (переименовано 1966 году в Вострецово)
- Киргизки
- Ляпустина (ныне не существует)[3]
- Ново-Бадракова
- Ново-Кангышева
- Ново-Погорелова[4]
- Погорелова (Старопогорелово[5])
- Сарапкина (Капаева; ныне не существует[6])
- Тартышева
- Таубаш Бадракова
- Турбекова

## Население
На 1906 год жителей обоего пола 5837 душ.

## Инфраструктура
По справочнику 1906 года население занимается исключительно земледелием.